# Mount Holly Springs
Pour les articles homonymes, voir Mount Holly.
Mount Holly Springs est un borough situé au sud de la partie centrale du comté de Cumberland, en Pennsylvanie, aux États-Unis,. En 2010, il comptait une population de 2 030 habitants. Il est incorporé en 1873.

## Démographie
Lors du recensement de 2010, le borough comptait une population de 2 030 habitants. Elle est estimée, en 2019, à 2 086 habitants.

### Source de la traduction
- (en) Cet article est partiellement ou en totalité issu de l’article de Wikipédia en anglais intitulé « Mount Holly Springs, Pennsylvania » (voir la liste des auteurs).